# Вачский район
Ва́чский райо́н — административно-территориальное образование (район) в Нижегородской области России. В рамках организации местного самоуправления ему соответствует Вачский муниципальный округ (с 2004 до 2022 гг. — муниципальный район).
Административный центр — посёлок городского типа Вача. Расстояние от Вачи до Нижнего Новгорода — 110 километров.

## География
Вачский район граничит с Павловским муниципальным округом, Сосновским районом, Навашинским городским округом Нижегородской области, а также с Владимирской областью. Площадь района — 979,49 км².
Протяжённость дорог в районе составляет 310,5 километра.

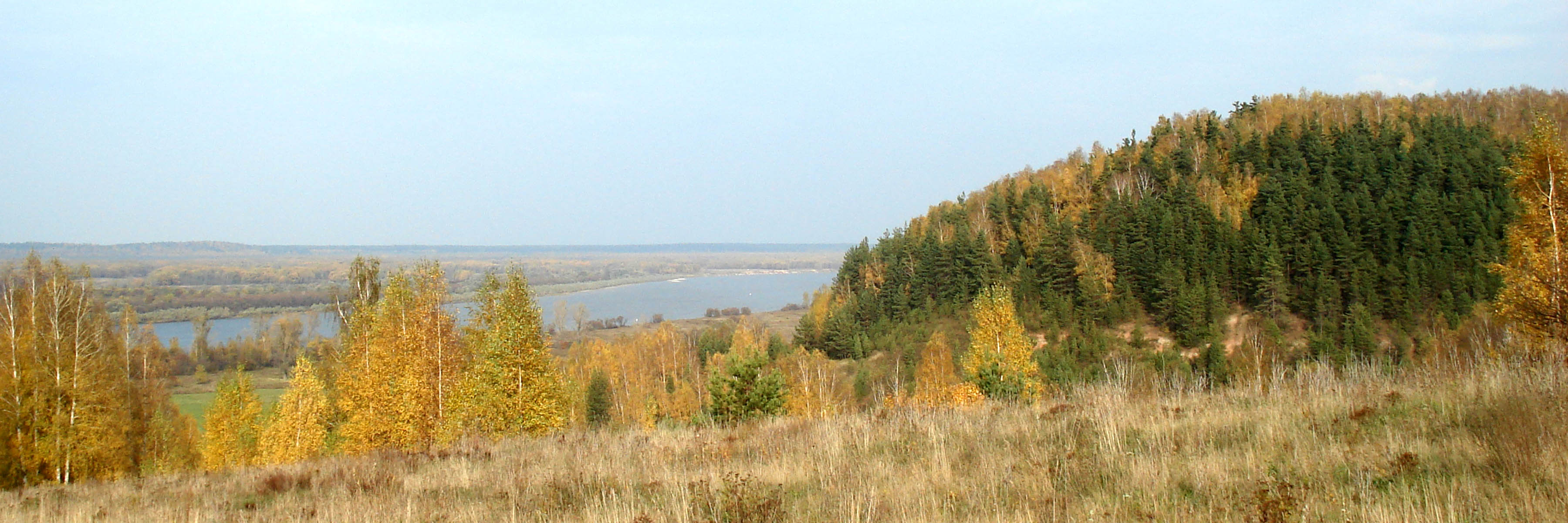
Вид на Оку около Пожоги. Справа — коренной правый берег Оки — Перемиловские горы

Вачский район расположен на северной оконечности Приволжской возвышенности, называемой Перемиловскими горами.

### Климат
Климат района умеренно континентальный, с холодной, довольно снежной, зимой и тёплым коротким летом. Средняя годовая температура воздуха равна +3,3 °C. Самый холодный месяц в году — январь со средней температурой −11 °C с понижением в некоторые годы до −44 °C, самый тёплый месяц года — июль, средняя температура воздуха равна +19 °C, максимальная температура в отдельные годы до +38 °C. Осадков в среднем выпадает 500 миллиметров в год.

## История
История Вачского края уходит в глубь веков. Неоднократные археологические раскопки показывают, что на этой территории первые поселения людей появились в конце I тысячелетия до нашей эры. На мысу коренного берега реки Оки были найдены три городища датируемые концом I тысячелетием до нашей эры — первыми веками I тысячелетия нашей эры, относящиеся к Городецкой культуре.
В 968 г. Киевский князь Святослав Игоревич, разгромив волжских булгар, прошёл с войском через территорию нынешнего Вачского района. С тех пор началось переселение славян, в том числе суздальских , на эти земли. Живший здесь народ мурома вошёл в состав русской государственности и к XII в. полностью ассимилировался с русскими. В течение 10-15 вв. по территории района последовательно проходили границы Киевской Руси, Владимиро-Суздальского, Муромо-Рязанского, Нижегородского и Московского княжеств.
До 30-х годов XIX столетия жители района, в основном, занимались земледелием и промыслами. С основанием в 1830 году крепостным крестьянином Д. И. Кондратовым фабрики по изготовлению ножевых изделий начинается становление и развитие металлообрабатывающей промышленности в районе. Уже с 1850-х годов изделия Кондратовской фабрики успешно выставлялись на промышленных выставках в России и за рубежом.
К 20-м годам XX века вокруг Вачи группируются 27 промысловых артелей, объединяемых Павловским метартельсоюзом. По количеству металлообрабатывающих артелей Вачский район не уступал Павловскому району. Посёлок Вача отличается от других рабочих посёлков области тем, что исторически он является опорным пунктом обособленной металлообрабатывающей группы внутри Павловского индустриального района.
Вачский район официально образован 30 июня 1929 года.
На 1 января 1940 года в состав района входили 34 сельсовета: Алтунинский, Арефьинский, Бежановский, Белавинский, Беляковский, Березовский, Болотниковский, Больше-Загаринский, Вачский, Городищенский, Давыдовский, Епифановский, Жайский, Жекинский, Звягинский, Зеленцовский, Казаковский, Клинский, Кошелевский, Кошкинский, Красненский, Лобковский, Медоварцевский, Митинский, Михалевский, Мякишевский, Новосельский, Польцевский, Степановский, Федуринский, Филинский, Черновский, Чулковский, Яковцевский.
17 мая 1962 года к Вачскому району была присоединена часть территории упразднённого Сосновского района.

## Население
| 1939    | 1959    | 1970    | 1979    | 1989    | 2002    | 2008    | 2009    | 2010    |
| ------- | ------- | ------- | ------- | ------- | ------- | ------- | ------- | ------- |
| 66 284  | ↘50 660 | ↘42 334 | ↘34 560 | ↘29 198 | ↘23 349 | ↘21 013 | ↘20 593 | ↘19 979 |
| 2011    | 2012    | 2013    | 2014    | 2015    | 2016    | 2017    | 2018    | 2019    |
| ↘19 874 | ↘19 421 | ↘18 962 | ↘18 716 | ↘18 398 | ↘18 107 | ↘17 749 | ↘17 562 | ↘17 350 |
| 2020    | 2021    |         |         |         |         |         |         |         |
| ↘17 017 | ↗17 059 |         |         |         |         |         |         |         |

### Урбанизация
Городское население (рабочий посёлок Вача) составляет 30,38 % от всего населения района.

### Национальный состав
На территории района 98 % населения — русские, 2 % населения других национальностей.

## Административно-муниципальное устройство
В Вачский район, в рамках административно-территориального устройства области, входят 6 административно-территориальных образований, в том числе 1 рабочий посёлок и 5 сельсоветов.
| № | Административно-территориальное (муниципальное) образование | Административный центр | Количество населённых пунктов | Население (чел.) | Площадь (км²) |
| - | ----------------------------------------------------------- | ---------------------- | ----------------------------- | ---------------- | ------------- |
| 1 | Рабочий посёлок Вача                                        | рабочий посёлок Вача   | 3                             | ↗5223            | 12,76         |
| 2 | Арефинский сельсовет                                        | село Арефино           | 19                            | ↘2836            | 144,71        |
| 3 | Казаковский сельсовет                                       | село Казаково          | 28                            | ↘2608            | 205,34        |
| 4 | Новосельский сельсовет                                      | село Новосёлки         | 28                            | ↗3014            | 260,05        |
| 5 | Филинский сельсовет                                         | село Филинское         | 17                            | ↗2736            | 242,99        |
| 6 | Чулковский сельсовет                                        | село Чулково           | 23                            | ↘642             | 113,64        |

Первоначально на территории Вачского района до 2009 года выделялись 1 рабочий посёлок и 10 сельсоветов. В рамках организации местного самоуправления в 2004—2009 гг. в существовавший в этот период Ардатовский муниципальный район входили соответственно 11 муниципальных образований, в том числе 1 городское и 10 сельских поселений.
В 2009 году были упразднены следующие сельсоветы: Алтунинский (включён в Казаковский сельсовет), Епифановский (включён в Арефинский сельсовет), Давыдовский и Клинский (включены в Филинский сельсовет), Яковцевский (включён в Новосельский сельсовет)
Законом от 4 мая 2022 года Вачский муниципальный район и все входившие в его состав поселения были упразднены и объединены в Вачский муниципальный округ.

## Населённые пункты
В Вачском районе 118 населённых пунктов, в том числе посёлок городского типа (рабочий посёлок) и 117 сельских населённых пункта.
| №   | Населённый пункт | Тип             | Население | Административно-территориальное (муниципальное) образование |
| --- | ---------------- | --------------- | --------- | ----------------------------------------------------------- |
| 1   | Вача             | рабочий посёлок | ↗5182     | рабочий посёлок Вача                                        |
| 2   | Александрово     | село            | ↗5        | Филинский сельсовет                                         |
| 3   | Алтунино         | село            | ↘751      | Казаковский сельсовет                                       |
| 4   | Алтухово         | деревня         | ↘10       | Казаковский сельсовет                                       |
| 5   | Арефино          | село            | ↘1466     | Арефинский сельсовет                                        |
| 6   | Бабкино          | деревня         | ↘0        | Арефинский сельсовет                                        |
| 7   | Базарово         | деревня         | ↘28       | Филинский сельсовет                                         |
| 8   | Бежаново         | деревня         | →0        | Новосельский сельсовет                                      |
| 9   | Белавино         | село            | ↘167      | Арефинский сельсовет                                        |
| 10  | Белогузово       | деревня         | ↘170      | Казаковский сельсовет                                       |
| 11  | Беляйково        | село            | ↘636      | Новосельский сельсовет                                      |
| 12  | Берёзовка        | село            | ↘175      | Филинский сельсовет                                         |
| 13  | Бобынино         | деревня         | ↘7        | Чулковский сельсовет                                        |
| 14  | Болотниково      | деревня         | ↘86       | Филинский сельсовет                                         |
| 15  | Большое Загарино | село            | ↘41       | Чулковский сельсовет                                        |
| 16  | Большой Луг      | деревня         | ↘0        | Казаковский сельсовет                                       |
| 17  | Валтырево        | деревня         | →0        | Казаковский сельсовет                                       |
| 18  | Вастрома         | деревня         | ↘7        | Арефинский сельсовет                                        |
| 19  | Вежново          | деревня         | ↘18       | Казаковский сельсовет                                       |
| 20  | Верхополье       | деревня         | ↘233      | Арефинский сельсовет                                        |
| 21  | Вишенки          | деревня         | ↘7        | Новосельский сельсовет                                      |
| 22  | Вырыпаево        | деревня         | ↗26       | Чулковский сельсовет                                        |
| 23  | Высоково         | деревня         | ↘39       | Чулковский сельсовет                                        |
| 24  | Голявино         | деревня         | ↘3        | Новосельский сельсовет                                      |
| 25  | Голянищево       | деревня         | ↘53       | Филинский сельсовет                                         |
| 26  | Горнево          | деревня         | ↘1        | Казаковский сельсовет                                       |
| 27  | Горы             | деревня         | ↘23       | Арефинский сельсовет                                        |
| 28  | Горышово         | деревня         | →0        | Казаковский сельсовет                                       |
| 29  | Давыдово         | село            | ↘205      | Филинский сельсовет                                         |
| 30  | Дубровка         | деревня         | ↘7        | Новосельский сельсовет                                      |
| 31  | Дьяково          | село            | ↘43       | Казаковский сельсовет                                       |
| 32  | Елемейка         | деревня         | ↘3        | Новосельский сельсовет                                      |
| 33  | Еловка           | деревня         | →0        | Новосельский сельсовет                                      |
| 34  | Епифаново        | село            | ↘214      | Арефинский сельсовет                                        |
| 35  | Еремеево         | деревня         | ↘34       | Арефинский сельсовет                                        |
| 36  | Ефимьево         | деревня         | ↘5        | Чулковский сельсовет                                        |
| 37  | Жайск            | село            | ↘114      | Новосельский сельсовет                                      |
| 38  | Жекино           | деревня         | ↘59       | Новосельский сельсовет                                      |
| 39  | Застава          | деревня         | ↗6        | Чулковский сельсовет                                        |
| 40  | Звягино          | деревня         | ↗558      | Казаковский сельсовет                                       |
| 41  | Звягино          | деревня         | ↘21       | Чулковский сельсовет                                        |
| 42  | Зеленцово        | село            | ↘18       | Казаковский сельсовет                                       |
| 43  | Зименки          | деревня         | ↘0        | Чулковский сельсовет                                        |
| 44  | Ивашево          | деревня         | ↗4        | Чулковский сельсовет                                        |
| 45  | Искусово         | деревня         | ↘30       | Казаковский сельсовет                                       |
| 46  | Ишутино          | деревня         | ↘11       | Чулковский сельсовет                                        |
| 47  | Казаково         | село            | ↘1072     | Казаковский сельсовет                                       |
| 48  | Клин             | село            | ↘466      | Филинский сельсовет                                         |
| 49  | Кобылкино        | деревня         | ↘4        | Чулковский сельсовет                                        |
| 50  | Короваево        | деревня         | ↘11       | Новосельский сельсовет                                      |
| 51  | Кошелёво         | село            | ↗32       | Филинский сельсовет                                         |
| 52  | Кошкино          | село            | ↘74       | Чулковский сельсовет                                        |
| 53  | Красно           | село            | ↘12       | Чулковский сельсовет                                        |
| 54  | Красново         | деревня         | ↘34       | Казаковский сельсовет                                       |
| 55  | Кулаково         | деревня         | ↘4        | Арефинский сельсовет                                        |
| 56  | Курмыш           | деревня         | ↘6        | Чулковский сельсовет                                        |
| 57  | Лесниково        | деревня         | ↘172      | Новосельский сельсовет                                      |
| 58  | Лобково          | деревня         | ↘127      | Новосельский сельсовет                                      |
| 59  | Малое Загарино   | село            | ↘6        | Чулковский сельсовет                                        |
| 60  | Мартино          | деревня         | ↘9        | Казаковский сельсовет                                       |
| 61  | Медоварцево      | деревня         | ↘173      | Арефинский сельсовет                                        |
| 62  | Мелешки          | деревня         | ↘7        | Новосельский сельсовет                                      |
| 63  | Мещеры           | деревня         | ↘1        | Новосельский сельсовет                                      |
| 64  | Митино           | село            | ↘25       | Казаковский сельсовет                                       |
| 65  | Михалево         | деревня         | ↘20       | Казаковский сельсовет                                       |
| 66  | Мочалово         | деревня         | ↘19       | Казаковский сельсовет                                       |
| 67  | Мякишево         | деревня         | →1        | Новосельский сельсовет                                      |
| 68  | Невадьево        | село            | ↘0        | Казаковский сельсовет                                       |
| 69  | Нершево          | село            | ↘43       | Казаковский сельсовет                                       |
| 70  | Новинки          | деревня         | ↘20       | Новосельский сельсовет                                      |
| 71  | Ново             | деревня         | ↘20       | Казаковский сельсовет                                       |
| 72  | Новосёлки        | село            | ↘1160     | Новосельский сельсовет                                      |
| 73  | Новошаново       | деревня         | ↗1        | Казаковский сельсовет                                       |
| 74  | Овечкино         | деревня         | ↘0        | Новосельский сельсовет                                      |
| 75  | Озябликово       | деревня         | ↗320      | Арефинский сельсовет                                        |
| 76  | Павликово        | деревня         | ↘0        | Чулковский сельсовет                                        |
| 77  | Пальцино         | деревня         | ↘2        | Филинский сельсовет                                         |
| 78  | Пертово          | деревня         | ↘42       | Филинский сельсовет                                         |
| 79  | Платцово         | деревня         | ↗75       | Арефинский сельсовет                                        |
| 80  | Пожога           | деревня         | ↘15       | Новосельский сельсовет                                      |
| 81  | Ползиково        | деревня         | ↘0        | Новосельский сельсовет                                      |
| 82  | Польцо           | село            | ↘293      | Арефинский сельсовет                                        |
| 83  | Поляна           | деревня         | ↘9        | Чулковский сельсовет                                        |
| 84  | Поповка          | деревня         | ↘22       | рабочий посёлок Вача                                        |
| 85  | Попышово         | деревня         | ↘25       | рабочий посёлок Вача                                        |
| 86  | Рылово           | деревня         | ↘9        | Казаковский сельсовет                                       |
| 87  | Сапун            | деревня         | ↘6        | Новосельский сельсовет                                      |
| 88  | Сенюково         | деревня         | ↘12       | Арефинский сельсовет                                        |
| 89  | Сергеево         | деревня         | ↘228      | Арефинский сельсовет                                        |
| 90  | Сколково         | деревня         | ↘53       | Казаковский сельсовет                                       |
| 91  | Сколково         | деревня         | ↘38       | Филинский сельсовет                                         |
| 92  | Соболево         | деревня         | ↘6        | Чулковский сельсовет                                        |
| 93  | Соловьёво        | деревня         | ↘24       | Чулковский сельсовет                                        |
| 94  | Спасск           | деревня         | ↘2        | Новосельский сельсовет                                      |
| 95  | Стёпаново        | деревня         | ↘95       | Казаковский сельсовет                                       |
| 96  | Сурск            | деревня         | ↘7        | Казаковский сельсовет                                       |
| 97  | Талынское        | деревня         | ↘88       | Новосельский сельсовет                                      |
| 98  | Ташлыково        | деревня         | ↗7        | Новосельский сельсовет                                      |
| 99  | Терпишка         | деревня         | ↘12       | Казаковский сельсовет                                       |
| 100 | Третье Поле      | деревня         | ↘4        | Чулковский сельсовет                                        |
| 101 | Турбенево        | деревня         | ↘40       | Арефинский сельсовет                                        |
| 102 | Урюпино          | деревня         | ↘64       | Казаковский сельсовет                                       |
| 103 | Федурино         | село            | ↘227      | Новосельский сельсовет                                      |
| 104 | Филинское        | село            | ↘1933     | Филинский сельсовет                                         |
| 105 | Фофаново         | деревня         | ↗19       | Филинский сельсовет                                         |
| 106 | Хвощи            | деревня         | ↘1        | Чулковский сельсовет                                        |
| 107 | Чеванино         | деревня         | ↘27       | Филинский сельсовет                                         |
| 108 | Черновское       | деревня         | ↘91       | Филинский сельсовет                                         |
| 109 | Чулково          | село            | ↘750      | Чулковский сельсовет                                        |
| 110 | Шарапово         | деревня         | ↘8        | Новосельский сельсовет                                      |
| 111 | Шерстино         | деревня         | ↘35       | Арефинский сельсовет                                        |
| 112 | Шишикино         | деревня         | ↘4        | Арефинский сельсовет                                        |
| 113 | Шишкино          | деревня         | ↘31       | Филинский сельсовет                                         |
| 114 | Щедрино          | деревня         | ↘49       | Чулковский сельсовет                                        |
| 115 | Юсупово          | деревня         | ↘37       | Филинский сельсовет                                         |
| 116 | Яковлево         | деревня         | ↘9        | Новосельский сельсовет                                      |
| 117 | Яковцево         | село            | ↘396      | Новосельский сельсовет                                      |
| 118 | Янино            | деревня         | ↘74       | Арефинский сельсовет                                        |

## Экономика
Промышленность
| Название      | Отрасль                                                        | Номенклатура продукции |
| ------------- | -------------------------------------------------------------- | --- |
| ОАО «Труд»    | металлообработка                                               | ножевая группа, топоры, столовые приборы, кухонные и буфетные принадлежности, шлифовальный инструмент                                     |
| ООО «СМИ»     | металлообработка                                               | плоскогубцы, ножницы по металлу, молотки, долото, стамески, стамески—долото, клещи хозяйственные, кельма, шпателя, кусачки, ключи гаечные |
| ОАО «Слюда»   | переработка слюдяного сырья и выпуск продукции на основе слюды | слюда молотая, слюда дроблёная, нагревательные элементы, нагревательные приборы, слюда щипаная, миканит и изделия из миканит              |
| ЗАО «КПХИ»    | металлообработка                                               | Художественные изделия из металла |
| ООО «Надежда» | металлообработка                                               | молоток с круглым бойком, ключи гаечные рожковые, кельма каменщика, шпатель, молоток печниковый                                           |

Объём продукции по промышленным предприятиям Вачского района за 2008 год (в действующих ценах) составил 680 млн рублей, из них 45 % произвёло ОАО «Труд», 22 % — ООО «СМИ» и 8 % — ОАО «Слюда».
Сельское хозяйство
На территории Вачского района расположено 13 сельхозпредприятий, в том числе 8 предприятий, занимающихся производственной деятельностью. Численность работающих составляет 1200 человек.
Общая площадь сельхозугодий составляет 51 548 гектар, в том числе используется сельхозугодий 41 517, из них 17 030 гектар в растениеводстве, 44 % пашни занимают зерновые культуры, что составляет 7426 гектар. Валовый сбор зерна составляет 14 383 тонн, при урожайности 20,6 центнер/гектар.
Животноводство является ведущей отраслью района и имеет молочно-мясные направления. Общее поголовье крупного рогатого скота на 1 января 2003 года составляет 6351 голов, в том числе коров 2478 голов, также имелось 427 голов свиней.
Ресурсы
Площадь района — 98 000 гектар,
- лесами занято 36 200 гектар — 36,9 % всей территории района,
- сельскохозяйственными угодьями — 52 500 гектар,
  - в том числе пашней — 31 400 гектар.

Коэффициент оценки качества сельскохозяйственных угодий — 0,96 (по области −1).
Транспорт
Транспортные связи Вачского района осуществляются автомобильным транспортом. Протяжённость автобусных маршрутных линий вместе с внутриобластными составляет 310,5 километров. Протяжённость автомобильных дорог общего пользования с твёрдым покрытием — 160 километров, в том числе 120 километров дорог местного значения. Через территорию района проходит автотрасса Нижний Новгород — Касимов.

## Культура и образование
| Наименование, номер и тип учреждения                 | Местонахождение  |
| ---------------------------------------------------- | ---------------- |
| Алтунинская средняя общеобразовательная школа        | село Алтунино    |
| Арефинская средняя общеобразовательная школа         | село Арефино     |
| Вачская средняя общеобразовательная школа            | пгт. Вача        |
| Казаковская средняя общеобразовательная школа        | село Казаково    |
| Клинская средняя общеобразовательная школа           | село Клин        |
| Новосельская средняя общеобразовательная школа       | село Новосёлки   |
| Филинская средняя общеобразовательная школа          | село Филинское   |
| Чулковская средняя общеобразовательная школа         | село Чулково     |
| Яковцевская основная общеобразовательная школа       | село Яковцево    |
| Глебовская основная общеобразовательная школа        | село Беляйково   |
| Давыдовская основная общеобразовательная школа       | село Давыдово    |
| Зеленцовская основная общеобразовательная школа      | село Зеленцово   |
| Медоварцевская основная школа                        | село Медоварцево |
| Звягинская основная общеобразовательная школа        | деревня Звягино  |
| МОУ «Вачская начальная коррекционная школа-интернат» | пгт. Вача        |
| Центр образования                                    | пгт. Вача        |

## Культура и спорт
В районе действует 26 библиотек с общим книжным фондом 394 950 экземпляров, из них в посёлке расположено две библиотеки и 24 — в сельской местности. На территории района имеется дом культуры и 32 клубных учреждения на 5318 мест, 31 из которых расположено в сельской местности на 5023 места.
В районе действует 14 киноустановок на 1900 мест в зрительных залах. В посёлке Ваче расположен кинотеатр на 295 мест, имеется краеведческий музей.

## Лечебные учреждения
| Наименование и тип учреждения         | Местонахождение | Контингент, чел. Врачей/мест |
| ------------------------------------- | --------------- | ---------------------------- |
| Вачская центральная районная больница | пгт. Вача       | 30/160                       |
| Филинская участковая больница         | село Филинское  | 3/50                         |
| Арефинская участковая больница        | село Арёфино    | 2/35                         |
| Новосельская участковая больница      | село Новосёлки  | 2/15                         |
| Чулковская участковая больница        | село Чулково    | 2/15                         |
| Казаковская амбулатория               | село Казаково   | 1/-                          |
| Яковцевская амбулатория               | село Яковцево   | 2/-                          |
| Санаторий-профилакторий               | пгт. Вача       | 2/-                          |

## Религия
Большая часть населения — православные, в основном прихожане Русской Православной Церкви. В то же время в районе имеются небольшие, но опирающиеся на глубокую традицию группы старообрядцев, причисляющие себя к Русской Православной Старообрядческой Церкви. Около 3 % населения — представители других вероисповеданий.
Сохранившиеся церковные здания

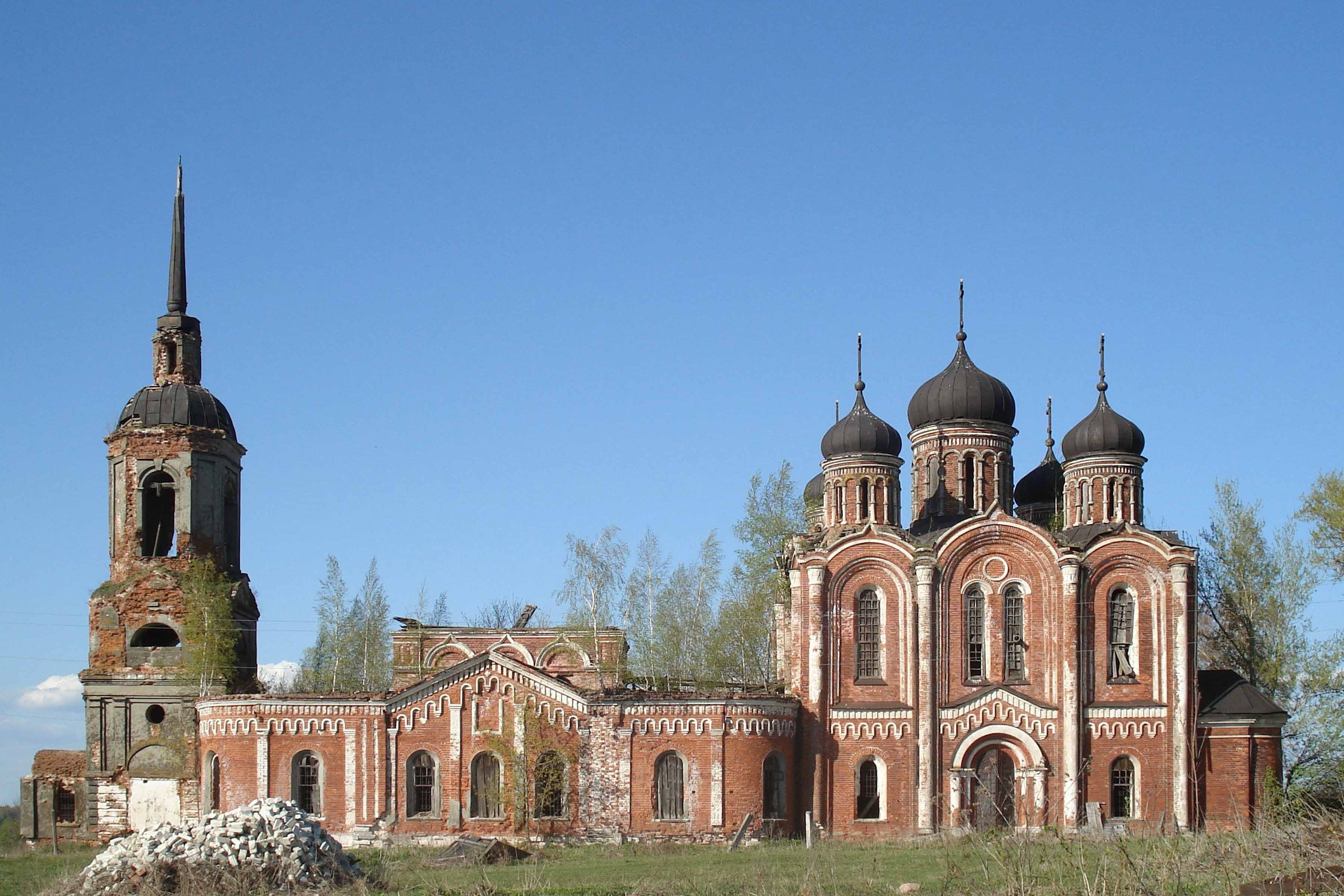
Красно. Троицкая церковь (1860—1867)

Ниже перечислены некоторые, в том числе недействующие и находящиеся в аварийном состоянии, церкви района:

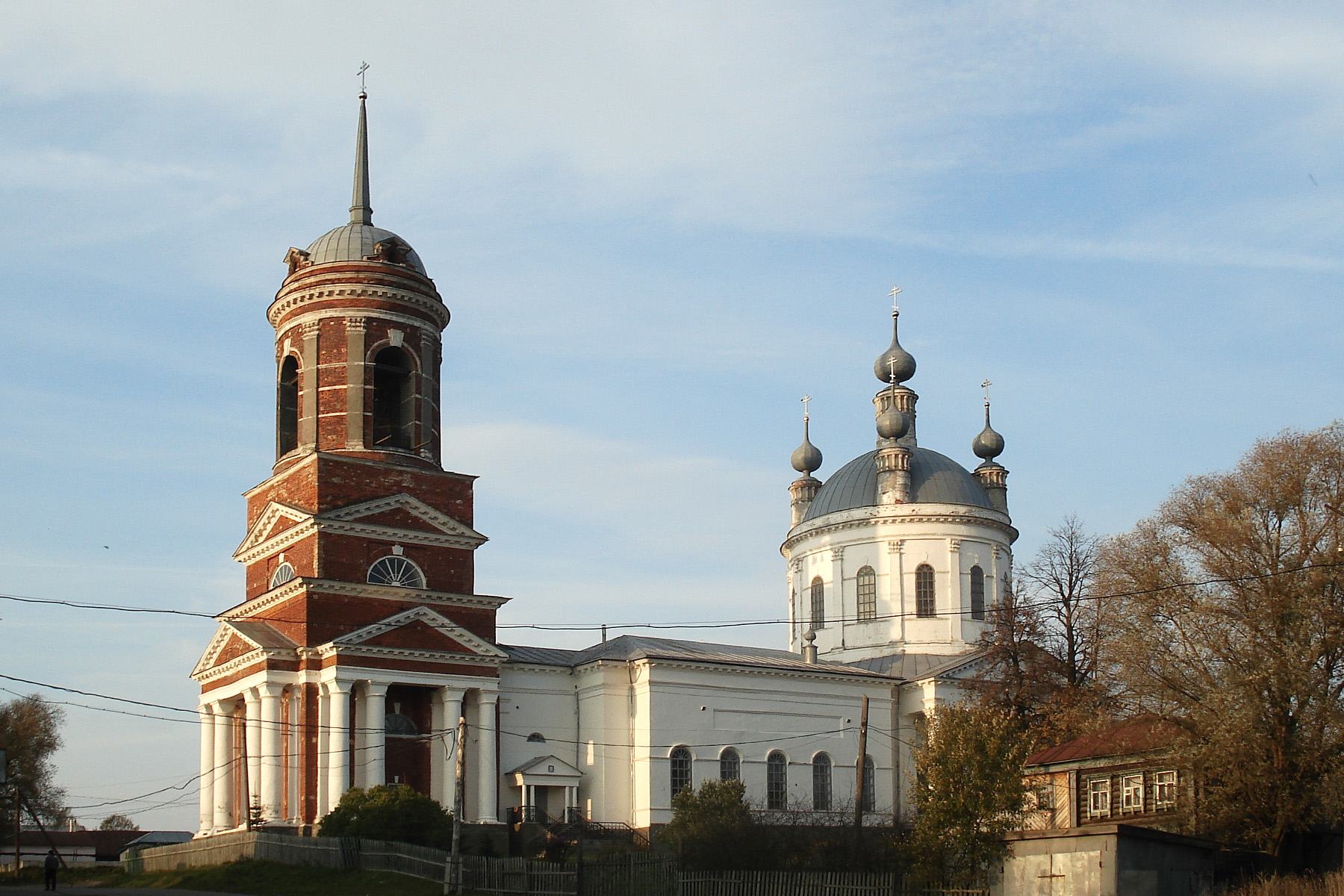
Казаково. Церковь св. Николая Чудотворца (1828—1841)

| Название                                           | Датировка объекта                                | Расположение          |
| -------------------------------------------------- | ------------------------------------------------ | --------------------- |
| Троицкая церковь                                   | 1702                                             | село Арефино          |
| Церковь Покрова Пресвятой Богородицы               | Храм — 1810, трапезная — 1837, колокольня — 1840 | село Большое Загарино |
| Церковь                                            | XIX век                                          | село Берёзовка        |
| Церковь                                            | конец XIX век — нач. XX век                      | село Епифаново        |
| Воскресенская церковь                              | XIX век                                          | село Жайск            |
| Церковь св. Николая Чудотворца                     | 1828—1841                                        | село Казаково         |
| Церковь                                            | XIX век                                          | село Клин             |
| Троицкая церковь                                   | 1860—1867                                        | село Красно           |
| Церковь Успения Пресвятой Богородицы               | 1869                                             | село Малое Загарино   |
| Церковь                                            | XIX век                                          | село Митино           |
| Церковь                                            | XIX век                                          | село Новоселки        |
| Сретенская церковь                                 | XIX век                                          | село Чулково          |
| Церковь Покрова Пресвятой Богородицы               | Начало XIX века                                  | село Яковцево         |
| Дальне-Давыдовский женский монастырь               | 1858 год                                         | село Давыдово         |
| Церковь во имя «Всех Святых»                       | 1890 год                                         | село Давыдово         |
| Храм во имя иконы Божией Матери «Утоли моя печали» | 1862 год                                         | село Давыдово         |

## Известные уроженцы Вачского района
- Алексей Михайлович Пронин (1899—1987) — видный советский военачальник, генерал-лейтенант (1945). Участник разработки операции по штурму Берлина. Член Коммунистической партии (РКП(б)) с 1918 года. Участник операции по аресту Лаврентия Берии. Депутат XIX и XX съездов коммунистической партии, депутат Верховного Совета РСФСР II-го и IV-го созывов.